# The Walking Dead: A New Frontier
The Walking Dead: A New Frontier — эпизодическая графическая приключенческая игра по мотивам комикса Роберта Киркмана «Ходячие мертвецы». Игра разработана и издана студией Telltale Games. Игра является прямым продолжением The Walking Dead: Season Two и затрагивает историю новых для сюжета игры героев. Игра построена по тому же принципу рассказа, как и предыдущие части, а выбор игрока всегда будет влиять на последующую историю. Все выборы игрока, сохранённые из предыдущих двух сезонов и дополнительного эпизода «400 дней» перенесутся в «Новый рубеж». Клементина, которая была спутником игроков в течение первого сезона и игровым персонажем во втором сезоне, возвращается в качестве играбельного персонажа вместе с другим игровым персонажем, Хавьер «Хави» Гарсия.

## Сюжет

### Эпизод 1 — «Связующие узы, часть 1»
В Балтиморе в штате Мэриленд живёт латиноамериканец Хавьер „Хави“ Гарсия, в прошлом являющийся звездой бейсбола, чья карьера в одночасье рухнула, когда вскрылось его мошенничество в тотализаторе.
Действие начинается с пролога, разворачивающегося, очевидно, вечером первого дня эпидемии. Хави несётся в дом его родителей, потому что его отец Сальвадор при смерти, однако прибывает слишком поздно. К тому моменту в доме находятся ещё его старший брат Дэвид, его вторая жена Кейт, дети Дэвида от предыдущего брака Гейб и Мариана, и их с Дэвидом дядя Гектор. Дэвид в ярости срывается на Хави, потому что отец в предсмертной агонии очень хотел увидеть младшего сына. Пока взрослые выясняют отношения, из комнаты, где лежит Сальвадор, выходит Мариана и набирает стакан воды. На вопрос зачем он ей девочка отвечает, что несёт попить воды деду, потому что «он проснулся». Вся семья в ужасе входит в спальню и видят ожившего Сальвадора, но в каком-то странном состоянии. Неожиданно тот набрасывается на Гектора, а потом кусает за щёку собственную жену. Хави приходится убить отца, проломив ему череп. Дэвид сажает мать в свою машину, чтобы отвезти её больницу, и уезжает первым. Остальные Гарсия садятся в фургон. В какой-то момент сидящий на переднем сидении Хави поворачивается к Гектору, и видит у того на руке след от укуса.
Далее действие переносится на 4 года вперёд. Хави, Кейт, Гейб и Мариана бесцельно колесят на своём фургоне. Спасаясь от одного гигантского стада зомби они заруливают на свалку в штате Виргиния в поисках чего-нибудь полезного. Там они находят сторожку, в которой есть припасы, после чего Хави ловит группировка, возглавляемая неким Максом, который говорит, что эта сторожка с припасами принадлежит им. Хави приходится вырубить одного из его людей, Лонни, когда возникает риск обнаружить вовремя спрятавшихся Кейт, Гейба и Мариану, за что Хави самого вырубают. Он приходит в себя в грузовике, которым управляет Руфус. Хави просит того вернуться на свалку, чтобы забрать его семью, так как туда приближается стадо, на что Руфус говорит, что именно из-за стада Хави не стали убивать на свалке. В какой-то момент растущее на краю дороги дерево падает прямо перед грузовиком, из-за чего тот вылетает в кювет. Руфус убегает и Хави может убить его, поскольку он завладел его оружием, или позволить тому уйти.
После этого позади Хави появляется 13-летняя Клементина, которая хочет обокрасть его, но соглашается помочь ему добраться до свалки в обмен на их семейный фургон (ей очень нужна машина, из-за чего она и попыталась неудачно остановить грузовик). Однако на их пути обнаруживается гигантское стадо зомби и Клементина решает переждать его в небольшой общине Прескотт, устроенной в бывшей военной авиабазе. На подходе туда Клементина отстреливается от зомби и в какой-то момент обнаруживает, что в её пистолете бракованные пули, которые не выстреливают. В Прескотте она отправляется к торговцу оружия Илаю, у которого купила эти пули, потому что ей кажется, что он её обманул. В завязавшейся перепалке Клементина в какой-то момент выстреливает в Илая, чтобы показать, что пистолет не стреляет, но к своему ужасу простреливает тому голову. Хави может взять вину на себя, сказав, что Илай угрожал ему, или же сказать правду. В зависимости от этого глава общины Трипп либо посадит под арест Хави и Клементину, либо только одну Клементину — поскольку Илай реально обманывал покупателей, то он решает посадить виновного под арест ради его же безопасности, но в то же время обещает Хави, что на рассвете проводит того на свалку. После того как он уходит к Хави и Клементине подходит главврач общины Элеонор, которая, проникнувшись симпатией к Хави, предлагает чуть позже тайком вывести его и Клементину до свалки. Перед Хави встаёт выбор — послушать Элеонор или Триппа. Независимо от этого далее следует флешбек, чьё действие разворачивается в промежутке между сезонами. Его сюжет зависит от импорта сохранений и раскрывает судьбы людей, с которыми Клементина осталась в финале второго сезона.
1. Кенни. Действие происходит зимой спустя два года после второго сезона. Кенни, Клементина и Эй-Джей сидят в машине и Кенни учит Клементину водить машину — из реплик выясняется, что Кенни принял решение не пытаться больше выживать в холодных широтах и отправиться в свой родной штат Флорида. В какой-то момент машину заносит на гололёде и Клементина не справляется с управлением, из-за чего машина врезается в дерево. Клементина и Эй-Джей отделываются лишь небольшими ушибами (но Клементина получает царапину на лбу), но Кенни, будучи не пристёгнутым, вылетает через лобовое стекло и повреждает позвоночник. Клементина пытается поднять его, но тут к машине, привлечённые плачем Эй-Джея, начинают подступать зомби. Кенни решает отвлечь их на себя и просит Клементину спасать ребёнка. Плачущая Клементина с Эй-Джеем на руках убегает, в то время как зомби набрасываются на Кенни.
2. Джейн. Действие происходит спустя несколько недель после финала второго сезона. Если Клементина пустила семью — Рэнди, Патрицию и Гилла, — то выяснится, что те обокрали их и сбежали. Если же не пускала, то через некоторое время они напали на «Оборудование Хоу» и украли часть припасов. Джейн чувствует себя не очень хорошо — лагерь Уильяма Карвера навивает на неё плохие воспоминания, потому что здесь умерло много людей. Она предлагает Клементине дать Эй-Джею второе имя и Клементина может выбрать имена Люка, Кенни, Ли или Ребекки. Джейн же предлагает вариант Джейми в честь своей покойной сестры. Через какое-то время Клементина заходит в бывший офис Карвера и, к своему ужасу, находит там повесившуюся и уже обратившуюся Джейн — она обнаружила, что беременна. Клементина и Эй-Джей покидают торговый центр. Это единственный флешбек, в котором Клементина не получает никаких увечий.
3. Веллингтон. Действие, очевидно, происходит параллельно флешбеку с Кенни. Веллингтон подвергается атаке неизвестных мародёров. Клементине и Эй-Джею удаётся выбраться вместе с Эдит за пределы общины, но один из нападавших застреливает в голову Эдит, которая в тот момент несёт Эй-Джея. Подобрав непострадавшего ребёнка и получив скользящую рану от пули на щеке, Клементина смогла благополучно сбежать.
4. Одна. Действие происходит где-то спустя год после второго сезона. Клементина в лесу пытается подстрелить кролика, но Эй-Джей случайно спугивает того. Тогда Клементина сажает его в брошенную рядом машину, но тот начинает плакать и привлекает тем самым зомби. Пытаясь вытащить его, Клементина случайно прищемляет себе безымянный палец левой руки и в итоге отрывает целую фалангу.

Хави, Клементина и Элеонор/Трипп на следующий день добираются до свалки, где обнаруживают, что Кейт, Гейб и Мариана благополучно пережили ночь. Но тут свалка подвергается нападению снайперов, и Мариана получает пулю в голову. Кейт, пытаясь оттащить её тело, получает ранение в живот, и перед Хави встаёт выбор: остаться на свалке с Клементиной, чтобы прикрыть отступление остальных, либо же отправиться с ними. В первом случае один из нападавших швыряет светошумовую гранату, из-за которой Хави теряет сознание.

### Эпизод 2 — «Связующие узы, часть 2»
Сюжет начинается с флешбека, чьё действие происходит ещё до апокалипсиса. Хави помогает Кейт мыть посуду и именно здесь обнаруживает, что Кейт симпатизирует ему, потому что в их с Дэвидом браке не всё ладно.
Начало эпизода зависит от выбора в финале предыдущего эпизода. Если Хави сбежал со свалки с остальными, то он помогает доставить Кейт в Прескотт и ассистирует Элеонор, когда та достаёт пулю, после чего в Прескотт прибывает Клементина, чтобы предупредить, что к общине приближается банда налётчиков. Второй вариант более информативен в плане сюжета. Когда Хави приходит в себя, то обнаруживает, что нападавшие или мертвы или разбежались, а Клементина уже вырыла для Марианы могилу. Хави хоронит племянницу и извиняется за то, что не сберёг её. Далее Клементина обращает его внимание на уже обратившийся труп одного из нападавших и показывает, что у того на шее выжжено клеймо — Клементина объясняет, что это знак бандитской группировки «Новые рубежи» и говорит, что какое-то время она была у них в плену, но сумела сбежать. Найдя брошенную нападавшими машину она решает подвести Хави до Прескотта.
К Прескотту подъезжают «Новые рубежи» и Макс требует, чтобы ему выдали Хави, угрожая убить подругу местного бармена Конрада Франсину. Однако переговоры проваливаются, Франсина погибает, а ворота Прескотта протаранивает грузовик, набитый зомби, которые после этого расползаются по общине, нападая на её жителей. Хави, Кейт, Гейбу, Клементине, Элеонор, Триппу и Конраду удаётся сбежать на двух машинах. Уехав на безопасное расстояние и решая, что им делать дальше, они решают найти временное пристанище в какой-нибудь другой общине, чтобы в первую очередь вылечить Кейт, которая ещё слаба после операции. Клементина предлагает отправиться в Ричмонд. В какой-то момент по пути туда герои обнаруживают завал из старых машин на дороге и, пытаясь его расчистить, случайно привлекают внимание зомби. Элеонор с Кейт уезжают вперёд, а остальным приходится спасаться, забравшись на крышу бензоколонки. Здесь они сталкиваются с Полом «Иисусом» Монро, от которого с ужасом узнают, что Ричмонд захвачен «Новыми рубежами» (Иисус отправлялся туда на разведку, потому что несколько его друзей пропали в этой местности). Его слова вызывают у Клементины воспоминание. Где-то за год до основных событий она познакомилась с дружелюбной девушкой Авой, которая показывает ей, что она член «Новых рубежей» — узнав, что Клементина, имея при себе маленького Эй-Джея, пытается выживать в одиночку, Ава предлагает ей присоединиться к ним.
Герои добираются до Ричмонда через железнодорожный туннель. В какой-то момент Клементина отводит Хави в сторону и раскрывает правду — она была членом «Новых рубежей», но ушла от них, будучи шокированной их жестокостью, и поэтому считает, что ей не следует соваться в Ричмонд. Через какое-то время Конрад берёт её в заложники и требует сдать оружие: он признаётся, что слышал её признание и теперь хочет использовать Клементину в качестве гаранта их безопасности (особенно, если Кейт и Элеанор уже могут быть в заложниках), хотя Клементина говорит, что «Новые рубежи» не станут торговаться на её счёт. Хави может либо убить Конрада и отпустить Клементину, либо отказаться и тогда Конрад под конвоем поведёт Клементину дальше. Добравшись до Ричмонда (после начала апокалипсиса его выжившие жители сгруппировались в одном районе, устроив там общину) герои обнаруживают, что Элеонор ушла вперёд просить о помощи, а Кейт всё ещё лежит в машине. Держа её на руках, Хави идёт к воротам общины. Когда стража «Новых рубежей» берёт героев в окружение и требует сдать оружие, им на встречу выходит один из её членов, в котором Хави с удивлением узнаёт Дэвида.

### Эпизод 3 — «Выше закона»
Действие начинается с пролога, разворачивающегося через три месяца после начала апокалипсиса. Хави, Кейт, Гейб и Мариана отсиживаются в их доме в ожидании Дэвида. По мере возможностей Хави и Кейт совершат вылазки в поисках припасов. Но спустя три месяца в их районе не осталось живых людей и обстановка становится всё более опасной. Окончательно у Кейт сдают нервы, когда во время одной из вылазок она сталкивается с зомби, в котором узнаёт друга Гейба. В итоге Гарсия принимают решение покинуть дом, оставив Дэвиду на прощание записку.
В настоящем Дэвид уносит Кейт и уводит за собой Гейба, а остальных отправляют в подвал на карантин, где уже сидит Элеанор. Хави прямым текстом говорят, что его брат может быть ответственен за гибель Прескотта. Если Клементина присутствует в данной сцене, то Иисус спросит у неё, знала ли она Дэвида, когда была членом группировки. Клементина, презрительно глядя на Хави, говорит, что Дэвид Гарсия ужасный человек и она не удивится, если выяснится, что за атакой стоял он. Иисус делает вывод, что его друзья, скорее всего, мертвы. Тут приходит Дэвид и уводит Хави, поскольку того хочет видеть помещённая в местную больницу Кейт. По дороге туда Дэвид требует от Хави объяснений, потому что только что узнал от Гейба о гибели Марианы и об атаке на Прескотт. Выясняется, что когда начался апокалипсис, то Дэвид оказался за пределами Мэриленда и не смог добраться до их дома. Встретившись со своими старыми сослуживцами он попытался организовать безопасную зону для гражданских, но попытка потерпела крах и в конечном итоге он оказался в «Новых рубежах». Дэвид отвергает обвинения Хави в том, что «Новые рубежи» уничтожают другие сообщества. В больнице Кейт, улучив момент, говорит Хави, что им лучше покинуть Ричмонд, потому что Дэвид, которого она видит теперь, совсем не похож на её прежнего мужа.
Дэвид ведёт брата знакомиться с их руководством, которое устроено в местной церкви. Выясняется, что у «Новых рубежей» коллективное управление, состоящее из Джоан (отвечает за дипломатию), Клинта Барнса (отвечает за продовольствие), Пола Лингарда (отвечает за медицину) и самого Дэвида (отвечает за безопасность). По дороге Дэвид просит брата не выдвигать против Макса обвинения за убийство Марианы и гибель Прескотта, потому что Макс его подчинённый и он хочет сам во всём разобраться. Независимо от того, послушается Хави брата и промолчит или нет, во время аудиенции выяснится о стычке Хави с Максом на свалке по поводу бензина, из-за чего Джоан воспротивится тому, чтобы Хави и его друзья остались в Ричмонде. Если Хави не убивал Руфуса, то это будет иметь в данной сцене последствие в виде ряда реплик, из которых Хави выяснит, что Клементина для «Новых рубежей» является персоной нон грата из-за каких-то проблем в прошлом. В итоге Хави и его друзей изгоняют из Ричмонда, сделав исключение лишь для Гейба, Кейт и Элеонор (которую переводят в медсанчасть). На прощание выходит Ава (которая в подчинении у Дэвида), отдаёт им сумку с оружием и на прощание бросает, что сумку собирал Дэвид. В сумке герои находят помимо оружия карту, на которой Дэвид отметил место встречи.
По пути туда Клементина раскрывает наконец, почему «Новые рубежи» её ненавидят. За несколько месяцев до того, как те захватили Ричмонд, и жили в импровизированном лагере в лесу, Эй-Джей серьёзно заболел. Среди арсенала Пола было лекарство, чья инъекция, по мнению Клементины, могла помочь Эй-Джею, но Пол отказался делать тому укол, потому что, по его мнению, болезнь зашла слишком далеко и ребёнка было не спасти, а лекарство было очень ценным. Клементина всё же решается совершить набег на арсенал Пола, но её ловят за этим и Дэвид решает изгнать Клементину из группировки. Однако он требует, чтобы она оставила Эй-Джея у них, потому что больной умирающий ребёнок будет для неё только обузой. Клементина вынуждена подчиниться. Добравшись до места встречи герои находят старый заводской склад, где укрываются, когда на них наступают полчища зомби. Буквально сразу после этого туда же врывается и Дэвид. Хави требует у него разъяснений по поводу того, как жестоко они поступили с Клементиной. Дэвид остаётся непреклонен, напоминая, что Клементина знала, чем рискует, но в какой-то момент он признаётся, что Эй-Джей выжил, но его нынешнее местоположение ему не известно, потому что попросил Лингарда позаботиться о нём. Затем он говорит брату, что назначил тут встречу, чтобы попрощаться: теперь Кейт и Гейб будут под его опекой и Хави больше не нужно о них заботиться.
Хотя Хави кажется, что Дэвид просто хочет избавиться от него (потому что жена и сын успели привязаться к нему), их перепалку прерывают прорвавшиеся на склад зомби. Герои баррикадируют дверь большим ящиком, на котором замечают надпись «Прескотт», а, осмотрев склад, находят множество ящиков не только с вещами из Прескотта, но и других общин. Тут они слышат, как на склад приходят Макс, Лонни и Барсук, которые обсуждают смерть Марианы, потому что узнали, что она была дочерью Дэвида. Завязывается потасовка, в процессе которой Хави удаётся смертельно ранить Барсука, после чего он может убить его, позволить сделать это Конраду (потому что именно Барсук убил Франсину) или же оставить того, чтобы он превратился. Выясняется, что Лонни сбежал, но Дэвиду удалось скрутить Макса, которому он угрожает трибуналом, как только Джоан обо всём узнаёт. Неожиданно Макс признаётся, что именно Джоан и стоит за всеми этими набегами. Дэвид хочет убить Макса, но Хави может его остановить, решив, что он поможет им свергнуть Джоан. Иисус тогда решает покинуть их, чтобы вернуться в свою общину и рассказать о том, что здесь случилось. Герои же решают вернуться в Ричмонд, чтобы свергнуть власть Джоан.
Герои тайком возвращаются в Ричмонд по канализации и разделяются: Дэвид идёт к Джоан, Трипп идёт вызволять Элеонор, Хави — в больницу за Кейт и Гейбом, а Клементина — искать следы Эй-Джея. Когда Хави приходит к Кейт, та встревожено рассказывает ему, что к ней заходила Джоан и намекнула, что её муж скоро лишится власти. Когда Хави излагает план, то Кейт противится ему, настаивая на том, что это не их проблемы и им лучше сбежать из Ричмонда, в то время как Гейб, наоборот, требует придерживаться плана отца. Хави отводит их к дому Дэвида и через некоторое время туда приходит Ава, которая просит Хави идти прямо в церковь, где сейчас Дэвид. Хави приходит туда как раз в тот момент, когда Дэвид изобличает Джоан (если Макс был убит, то Лонни обвинит в нападениях Дэвида и тот его убьёт). Джоан признаёт, что ей больно от того, что погибла Мариана, и раскрывает истинные мотивы: община Ричмонда на момент захвата «Новыми рубежами» была в полном упадке и даже стараниями группировки им с трудом удалось пережить последнюю зиму, из-за чего Джоан решила грабить соседние общины. Она утверждает, что это было жизненно необходимым, и что Ричмонд вот-вот станет автономным и в нападениях уже не будет надобности. Затем выясняется, что Барнс и Лингард у Джоан под каблуком и, фактически, именно она руководила всё это время Ричмондом у Дэвида за спиной. Братьев арестовывают.

### Эпизод 4 — «Гуще воды»
Эпизод начинается с флешбека, разворачивающегося ещё до Апокалипсиса. Дэвид и Хави играют в бейсбол в парке развлечений. Выясняется, что Дэвид ревновал к брату, когда тот был звездой бейсбола. Дэвид говорит Хави, что он принял решение снова уйти служить в армию, потому что его брак с Кейт трещит по швам и дома он чувствует себя никем, а с возвращением Хави всё стало только хуже, так как его звёздность давит на Дэвида и он считает, что только в армии он снова почувствует свою значимость. Когда Хави напоминает ему, что во время службы у Дэвида не было жены и детей, тот просит позаботиться о них, пока его не будет.
В настоящем братья сидят в заточении в полуподвале (куда Хави и остальных посадили на карантин в начале третьего эпизода). Приходит Джоан и уводит Дэвида, а через некоторое время Хави удаётся выбраться через окно с помощью Гейба/Кейт. Он(а) отводит Хави в выделенную Элеанор квартиру, где находятся уже Ава и Трипп (и в зависимости Конрад). Узнав правду Кейт по-прежнему настаивает на том, что, освободив Дэвида, им нужно бежать из города, но выясняется, что это невозможно — именно в этот момент через Ричмонд проходит огромное стадо зомби. Принимается решение ограбить оружейную общины, а затем угнать бронированный фургон. Во время набега на оружейную Хави получает ножевое ранение в плечо и ему советуют идти в больницу, потому что Лингард явно симпатизирует Дэвиду. Придя туда Хави застаёт там Клементину, которая пришла узнать у Лингарда про Эй-Джея, но Лингард, будучи наркоманом, уже находится в наркотическом бреду. Также выясняется, что у Клементины давно начались месячные, но она не знает, что это такое. Пока Клементина сама зашивает рану Хави, тот объясняет ей про менструацию и в какой-то момент говорит, что это признак того, что теперь Клементина сможет стать мамой. Клементина отвечает, что она уже чувствовала себя мамой, когда Эй-Джей был при ней. Далее следуют два флешбека, первый из которых разнится в зависимости от выбора в финале второго сезона (если выбрана ветка, где Клементина осталась одна или в Веллингтоне, то первый флешбек отсутствует):
- Кенни. Кенни, Клементина и Эй-Джей живут на импровизированном привале окрестностях Велингтона, но надежды, что их туда пустят, тают и Кенни принимает решение отправиться во Флориду. Глядя, как Клементина возится с мальчиком, он говорит, что у неё хорошо получается, и что Ребекка гордилась бы ею. Затем он вспоминает, как Сарита рассказывала ему о важности семьи, признаётся, что очень скучает по Ли и раскаивается в том, как к нему относился.
- Джейн. Джейн и Клементина вывозят с территории «Оборудование Хоу» трупы зомби, которых сбрасывают в общую яму (среди трупов виден труп Уильяма Карвера). На обратном пути Джейн говорит, что Клементина уже большая, чтобы нуждаться в её присутствии, и советует ей быть готовой к тому, что в какой-то момент только она одна сможет защищать Эй-Джея.

Оба флешбека переходят ко второму, чьё время действия разнится в зависимости от выбранной ветки: в ветке с Кенни действие происходит спустя месяц, в ветке с Джейн — спустя 13 месяцев. Клементина живёт в маленьком сарае и однажды ночью к ней приходит Ава. Она приносит ей сумку с припасами и говорит, что Эй-Джей очень плох. Затем она говорит, что как бы Клементина не пыталась проявить свою гордость, пытаясь выживать в одиночку, ей всё же лучше прибиться к каким-нибудь людям. Она советует ей отправиться в Прескотт.
В настоящем Лингард приходит в себя и на вопрос Клементины говорит, что Дэвид очень преданно заботился об Эй-Джее, и что сейчас мальчик в очень хорошем месте, но он очень боится за жизнь Дэвида теперь, когда его свергла Джоан и, не в силах этого терпеть, хочет покончить с собой путём смертельной инъекции, а в обмен обещает сказать, где находится Эй-Джей. Если его пожелание будет выполнено, то он скажет, что мальчик находится на ранчо Маккэрролла, если нет, то он уйдёт в забытье. Затем Хави, Клементина, Кейт и Гейб идут на стоянку техники, где угоняют грузовик и теперь сидят в нём, дожидаясь сигнала по рации от Авы, чтобы приехать на главную площадь общины, где Джоан собирается устроить какое-то мероприятие. В грузовике Кейт признаётся Хави, что полюбила его. Они получают от Авы сообщение, что Джоан хочет устроить на площадь публичную казнь и повесить Дэвида, и что им нужно срочно ехать туда. Хави, Гейб и Клементина идут на площадь, Кейт остаётся в грузовике. На площади Джоан приговаривает Дэвида к смертной казни через повешение за его действия. После того, как Дэвид обвиняет её во лжи, Джоан показывает труп Барсука (в зависимости от действий игрока к нему также могут быть добавлены трупы Лингарда, Макса и Лонни).
Джоан замечает Хави и приглашает его выступить публично перед толпой. Она рассказывает, что их сдала Элеонор, после чего на сцену выводят Аву и Триппа. Джоан ставит Хави ультиматум — выбрать кого-то одного из них, чтобы спасти. Независимо от выбора Хави, Джоан отдаёт приказ убить именно выбранного. Именно здесь у Барнса и жителей Ричмонда начинает шататься доверие к Джоан. Барнс перехватывает контроль над ситуацией и выдвигает Хави свой ультиматум — забрать Дэвида и свою группу и покинуть Ричмонд. Дэвид, напротив, орёт, чтобы брат застрелил Джоан. Либо Хави принимает предложение Барнса (тот снимет петлю с шеи Дэвида, но Дэвид выхватит у него оружие и застрелит Барнса, а Джоан сбежит и её дальнейшая судьба останется неизвестной), либо же Хави застрелит Джоан. Всё приведёт к тому, что люди в панике убегут с площади, а служба безопасности Ричмонда откроет по Гарсия огонь с применением дымовых шашек. В начавшемся хаосе с Хави на связь выходит Кейт, которая услышала выстрелы, но из-за шума она не слышит, как Хави просит не приезжать сюда. На глазах у Хави грузовик с Кейт выезжает на площадь и в какой-то момент один из солдат швыряет в него коктейль Молотова, из-за чего Кейт теряет управление. Грузовик врезается в стену общины и именно в то место, где в качестве ограждения установлена газовая цистерна. Цистерна взрывается и в образовавшуюся брешь устремляются полчища зомби.

### Эпизод 5 — «С виселицы»
Эпизод начинается с флешбека, разворачивающегося до эпидемии. Хави и Дэвид обнаруживают, что Сальвадор болен раком, и что тот отказался от лечения, считая, что ему уже ничего не поможет. Из-за реакции братьев (Дэвид требует, чтобы Сальвадор продолжал бороться, а Хави может его поддержать или нет), Сальвадор говорит сыновьям, что всегда мечтал только о дочери: по его мнению, Хави и Дэвид унаследовали самые худшие его черты, из-за чего он не видит между ними единства. Он требует, чтобы братья всегда поддерживали друг друга.
В настоящем Хави и Дэвид, отстреливаясь от зомби и людей Джоан, находят живую и невредимую Кейт, которая успела выбраться из грузовика до взрыва. Затем они находят Клементину и Гейба и запираются в доме Элеонор. Кейт говорит Хави, что теперь хочет остаться и всё исправить, потому что считает себя виноватой в прорыве обороны. Поведение Дэвида становится всё более угрожающим, из-за чего его начинает сторониться даже Гейб. Раздосадованный Дэвид уходит на крышу дома. Хави приходит туда через некоторое время. Дэвид говорит брату, что понимает, что ведёт себя ужасно, но ничего не может с собой поделать: он считает себя солдатом и видит окружающий мир, как одну сплошную военную зону. Через некоторое время на крышу приходят Кейт, Гейб, Клементина и Ава/Трипп. Принимается решение добраться до гаража, откуда они угнали грузовик, потому что там есть огромный бульдозер, который вполне может загородить брешь в ограждении.
Во время пути Гейб рассказывает Хави, что Дэвид всегда говорил ему никогда не быть таким, как Хави. Чуть позже Клементина обращает внимание Хави на то, как сильно печётся Дэвид о Гейбе и задаётся вопросом, почему же он не позволил ей забрать Эй-Джея, а позже отослал его из Ричмонда. Услышав их разговор Дэвид признаётся, что, во-первых, с Эй-Джеем, как с ребёнком, было не просто справиться, а во-вторых, первая зима, которую они провели в Ричмонде, выдалась очень тяжёлой в общине и Эй-Джею было опасно оставаться в городе, но и Дэвид не мог покинуть общину ради него. В процессе пути погибает Ава/Трипп.
Добравшись до гаража Дэвид неожиданно даёт задний ход: он предлагает им всем сесть на ещё один грузовик и уехать восвояси, потому что, по его мнению, они проиграли эту битву и ничего восстановить не удастся. Кейт настаивает на прежнем плане, потому что на грузовике им не удастся прорваться через толпу зомби. В пылу ссоры она в конечном итоге раскрывает мужу, что давно разлюбила его и теперь любит Хави. Чувствуя себя преданным Дэвид с кулаками бросается на брата: Хави может выполнить данное отцу обещание и не сопротивляться. В пылу Дэвид случайно бьёт Гейба по лицу, когда тот пытается их разнять. Всё прекращается, когда Клементина направляет на Дэвида пистолет. Поняв, что он окончательно угробил всё их доверие к нему Дэвид всё-таки садится в грузовик, а вместе с ним садится Гейб, заявив, что Дэвид всё равно его отец и он его не бросит, после чего они уезжают.
Дальнейший вариант развития событий зависит от того, куда решит поехать Хави: либо за братом и племянником, либо вместе с Кейт поедет заделывать брешь. От действий Клементины во флешбеках второго и третьего эпизода зависит её дальнейшее действие: либо она поедет туда же, куда Хави, либо выберет вариант противоположный выбору Хави.

### Финал
1. Хави, Кейт и Клементина на бульдозере заделывают брешь в ограде. Позже они находят грузовик: Дэвид мёртв, Гейб умирает вскоре после этого.
2. Хави и Кейт заделывают на бульдозере брешь, а Клементина на мотоцикле отправляется за Дэвидом и Гейбом. Через какое-то время она возвращается, привезя Гейба, но сообщает, что Дэвида спасти не удалось.
3. Хави и Клементина догоняют грузовик, который вылетел в кювет. Убив всех зомби они вызволяют Дэвида и Гейба. Гейб раскаивается, признавшись, что авария произошла по его вине. Дэвид, признав тотальное поражение, решает всё-таки уйти из Ричмонда и Хави либо остановит его, либо отпустит. Позже они обнаруживают, что Кейт в одиночку заделала брешь, но сама она к тому моменту обратилась (здесь Хави может её убить или нет).
4. Хави один бросается вдогонку за братом и племянником, но в итоге спасает только Гейба. Кейт и Клементина заделывают брешь. Но Кейт погибает.

В какой-то момент в город прискакивают три всадника во главе с Иисусом, которые помогают выгнать оставшихся зомби. Через несколько дней община полностью восстанавливается. Иисус советует Хави возглавить её и начать восстанавливать отношения с другими общинами. Если в четвёртом эпизоде Хави не делал инъекцию Лингарду, то здесь он расскажет Клементине, где Эй-Джей и признаёт, что ему пора завязывать с наркотиками. Клементина просит Хави постричь ей волосы и в процессе стрижки выражает опасения, что Эй-Джей может не узнать её и даже не захотеть возвращаться к ней. После они выходят за ворота, где Клементина прощается с Гарсия (в зависимости от действий, помимо Хави в сцене могут присутствовать либо Кейт и Гейб, либо только один из них) и уходит вперёд. В последней сцене Клементина идёт по дороге, отстреливаясь на ходу от зомби.

## Игровой процесс
Как и предыдущие части, The Walking Dead: A New Frontier является игрой с выбором действий или же ответов во время диалогов. В отличие от предыдущих сезонов, будет два игровых персонажа: Клементина, героиня из первого и второго сезонов (играбельна только во флешбэках); и Хавьер, новый персонаж представленный в этом сезоне. Игроки смогут направлять текущего персонажа под их контролем вокруг природы, изучать и взаимодействовать с различными элементами и декорациями, собирать и использовать предметы, чтобы «строить» последующую историю.
Также игроки смогут начинать разговоры с неигровыми персонажами. Некоторые ответы других персонажей могут иметь несколько вариантов и возможности промолчать с ограниченным количеством времени на выбор. Если игрок не выбирает ответ, разговор все равно будет продолжаться. Такой выбор может повлиять на последующие события. Другие сцены более ориентированы на действия, требуя от игрока завершить быстрые события, чтобы избежать смерти персонажа или его союзников. Если игрок не выполняет события, игра будет перезапущена в начале таких сцен. Такие сцены действия могут также потребовать от игрока сделать ключевое решение в течение ограниченного периода времени, например, какого из персонажей спасти от ходячих.
Выбор и действия игрока будут влиять на элементы сюжета в более поздних эпизодах; например, персонаж, который погиб, не появится в последующих сценах. История строится, в зависимости от файлов сохранения из предыдущих сезонов; Telltale будут предлагать несколько вариантов того, как игроки могут перенести прошедшие события, в том числе и для игроков, перешедших на другие платформы до «нового рубежа». Третий сезон не выйдет на PlayStation 3 и Xbox 360, но игроки, имеющие сохранения на этих консолях, смогут загрузить патч и загрузить их на сервера Telltale, а затем получить доступ уже на другой платформе. Помимо этого предоставляют отдельным игрокам «быстро создать предысторию» для Клементины к этому моменту, с возможными 42 различными вариациями, и создать сохранения с которого и начнётся третий сезон. Игроки также могут выбрать, чтобы использовать предысторию по умолчанию, что Telltale создал в качестве основы для игры.

## Оценки и продажи
| Сводный рейтинг       | Сводный рейтинг                                |
| Агрегатор             | Оценка                                         |
| --------------------- | ---------------------------------------------- |
| GameRankings          | 74,64 % (PC) 75 % (PS4) 70 % (XONE) 65 % (iOS) |
| Metacritic            | 69/100 (PC) 73/100 (PS4)                       |
| OpenCritic            | 71/100                                         |
| «Критиканство»        | 63/100                                         |
| Иноязычные издания    |                                                |
| Издание               | Оценка                                         |
| 4Players              | 8,5/10                                         |
| Destructoid           | 6/10                                           |
| EGM                   | [ 13 ]                                         |
| Jeuxvideo.com         | 13/20                                          |
| USgamer               | 3/5                                            |
| VideoGamer            | 5/10                                           |
| Русскоязычные издания |                                                |
| Издание               | Оценка                                         |
| Riot Pixels           | 43 %                                           |
| StopGame.ru           | «Похвально»                                    |
| «НИМ»                 | 6,8/10                                         |

| Игра                               | GameRankings                              | Metacritic                             |
| ---------------------------------- | ----------------------------------------- | -------------------------------------- |
| Episode 1: Ties That Bind Part One | (PC) 81,32 % (PS4) 78,33 % (XONE) 77,38 % | (PC) 81/100 (PS4) 80/100 (XONE) 78/100 |
| Episode 2: Ties That Bind Part Two | (PC) 80,46 % (PS4) 76,67 % (XONE) 73,62 % | (PC) 80/100 (PS4) 80/100 (XONE) 78/100 |
| Episode 3: Above the Law           | (PC) 75,85 % (PS4) 62,50 % (XONE) 66,25 % | (PC) 75/100 (PS4) 69/100 (XONE) 73/100 |
| Episode 4: Thicker than Water      | (PC) 70,92 % (PS4) 60 % (XONE) 71,25 %    | (PC) 72/100 (PS4) 65/100 (XONE) 73/100 |
| Episode 5: From The Gallows        | (PC) 74,55 % (PS4) 50 % (XONE) 57,50 %    | (PC) 74/100 (PS4) 71/100 (XONE) 64/100 |

Летом 2018 года, благодаря уязвимости в защите Steam Web API, стало известно, что точное количество пользователей сервиса Steam, которые играли в игру хотя бы один раз, составляет 278 042 человека.

## Продолжение
В июле 2017 года Telltale Games и Skybound Entertainment объявили о четвёртом и последнем сезоне под названием The Walking Dead: The Final Season, который был выпущен в период с августа 2018 года по март 2019 года.